# Palazzo Lozitha
Il Palazzo Lozitha (in inglese: Lozitha (Royal) Palace), situato a Lobamba, in eSwatini, è la sede centrale e la residenza reale del re di eSwatini, attualmente Mswati III. Si trova a circa 10 chilometri dal villaggio reale di Ludzidzini, noto anche come kraal reale, situato sempre a Lobamba, residenza reale della Ndlovukati.
La zona è anche la capitale tradizionale e legislativa del paese e la sede del Parlamento.